# Winfriedia Mülheim
Winfriedia Mülheim (offiziell: Deutsche Jugend-Kraft Winfriedia Mülheim e. V.) war ein Sportverein aus Köln-Mülheim. Die erste Fußballmannschaft dieses Vereins spielte ein Jahr in der Oberliga Nordrhein.

## Geschichte
Der Verein wurde 1923 gegründet und gehörte dem katholischen Sportverband Deutsche Jugendkraft an. Nach der Machtübernahme der Nationalsozialisten wurde der Verein 1935 aufgelöst und nach dem Zweiten Weltkrieg neu gegründet. Jahrzehntelang spielte die Mannschaft lediglich auf lokaler Ebene, ehe Anfang der 1990er Jahre der sportliche Aufschwung einsetzte. 1992 gelang der Aufstieg in die Landesliga. Gleichzeitig begann der Spielhallenbesitzer Theo Seuffert, der zuvor den SC Brück nach oben geführt hatte, sein finanzielles Engagement im Verein. Auf Anhieb sicherten sich die Mülheimer die Meisterschaft und stiegen in die Verbandsliga Mittelrhein auf. Dort wurde die Mannschaft hinter dem TuS 08 Langerwehe und dem SC Jülich 1910 Dritter und schaffte den Aufstieg in die Oberliga Nordrhein.
Mit dem Aufstieg geriet der Verein in interne Turbulenzen. Mäzen Seuffert kürzte seine Zuwendungen und Trainer Toni Ley verließ zusammen mit zahlreichen Leistungsträgern den Verein. Als Tabellenvorletzter stieg Winfriedia 1994/95 aus der Oberliga wieder ab. Nach dem Abstieg zog sich Seuffert zurück. Nach drei Abstiegen in Folge kam der Verein im Jahre 2000 in der Kreisliga A an. Zwischen 2001 und 2004 kehrte die Mannschaft noch einmal in die Bezirksliga zurück, ehe der Verein im Jahre 2009 Insolvenz anmelden musste und aufgelöst wurde.

## Persönlichkeiten
Der für Eintracht Frankfurt in der Bundesliga tätige Danny da Costa spielte in seiner Kindheit bis 2001 für Winfriedia Mülheim. Auch Hans Sarpei spielte 1996/97 für Winfriedia Mülheim. 2006 nahm er mit der Nationalmannschaft Ghanas an der Fußball-WM in Deutschland teil.